# 2017年日本週末興行成績1位の映画の一覧
本項目は、2017年の日本全国での各週末（土・日）における興行成績1位の映画の一覧である。
観客動員数1位の映画の一覧であり、観客動員数1位と興行収入1位とが異なる映画の週は備考欄に記した。ただし、週末興行収入額が全作品で発表されているわけではないため、書き漏れている週末興行収入1位がある可能性もある。

## 一覧
| #  | 週末日付          | 日本週末観客動員数1位の映画                                                      | 週末観客動員数 | 週末興行収入     | 備考 | 出典                 |
| -- | ----------------- | -------------------------------------------------------------------------------- | -------------- | ---------------- | --- | -------------------- |
| 1  | 01月07日、08日    | 映画 妖怪ウォッチ 空飛ぶクジラとダブル世界の大冒険だニャン!                      | 19万4400人     | 02億2500万0000円 | 興行収入は『バイオハザード: ザ・ファイナル』が1位（18万5685人、2億8602万6500円）で、本作は4位。                                                    | [ 1 ] [ 2 ] [ 3 ]    |
| 2  | 01月14日、15日    | 本能寺ホテル                                                                     | 16万7200人     | 02億0514万6600円 | | [ 4 ] [ 5 ]          |
| 3  | 01月21日、22日    | 君の名は。                                                                       | 12万4000人     | 01億7400万0000円 | 公開22週目（上映開始は2016年8月26日） | [ 6 ] [ 7 ]          |
| 4  | 01月28日、29日    | ドクター・ストレンジ                                                             | 23万7722人     | 03億9408万0900円 | 27日（公開初日）を含む成績は31万3354人、5億1393万1000円。                                                                                          | [ 8 ] [ 9 ]          |
| 5  | 02月04日、05日    | ミス・ペレグリンと奇妙なこどもたち                                               | 15万7717人     | 02億3166万9800円 | 興行収入は『ドクター・ストレンジ』が1位（15万3000人、2億5200万0000円）で、本作は2位。 3日（公開初日）を含む成績は19万2624人、2億7993万8400円。     | [ 10 ] [ 11 ]        |
| 6  | 02月11日、12日    | 相棒 -劇場版IV- 首都クライシス 人質は50万人! 特命係 最後の決断                   | 31万6539人     | 04億0174万3800円 | | [ 12 ] [ 13 ]        |
| 7  | 02月18日、19日    | 劇場版 ソードアート・オンライン -オーディナル・スケール-                         | 30万8376人     | 04億2576万2760円 | | [ 14 ] [ 15 ]        |
| 8  | 02月25日、26日    | ラ・ラ・ランド                                                                   | 29万0000人     | 04億1600万0000円 | 24日（公開初日）を含む成績は40万2709人、5億6858万7200円。                                                                                          | [ 16 ] [ 17 ]        |
| 9  | 03月04日、05日    | ドラえもん のび太の南極カチコチ大冒険                                            | 59万0291人     | 06億9181万3500円 | | [ 18 ] [ 19 ]        |
| 10 | 03月11日、12日    | モアナと伝説の海                                                                 | 46万6480人     | 05億8948万5600円 | 10日（公開初日）を含む成績は56万8882人、7億1527万0600円。                                                                                          | [ 20 ] [ 21 ]        |
| 11 | 03月18日、19日    | SING/シング                                                                      | 42万1921人     | 05億4635万0000円 | 17日（公開初日）から20日の4日間の成績は79万2833人、9億9390万1200円。                                                                               | [ 22 ] [ 23 ]        |
| 12 | 03月25日、26日    | SING/シング                                                                      | 35万0825人     | 04億5130万8290円 | | [ 24 ] [ 25 ]        |
| 13 | 04月01日、02日    | SING/シング                                                                      | 40万8167人     | 04億7021万8900円 | | [ 26 ] [ 27 ]        |
| 14 | 04月08日、09日    | SING/シング                                                                      | 23万6288人     | 03億1019万5000円 | | [ 28 ] [ 29 ]        |
| 15 | 04月15日、16日    | 名探偵コナン から紅の恋歌                                                        | 98万7568人     | 12億8692万8000円 | | [ 30 ] [ 31 ]        |
| 15 | 04月22日、23日    | 美女と野獣                                                                       | 72万9114人     | 10億6536万2800円 | 21日（公開初日）を含む成績は95万1214人、13億7876万5600円。                                                                                         | [ 32 ] [ 33 ]        |
| 16 | 04月29日、30日    | 美女と野獣                                                                       | 68万3500人     | 11億2200万0000円 | | [ 34 ]               |
| 17 | 05月06日、07日    | 美女と野獣                                                                       | 62万9000人     | 08億9300万0000円 | | [ 35 ] [ 36 ]        |
| 18 | 05月13日、14日    | 美女と野獣                                                                       | 42万0000人     | 05億7500万0000円 | | [ 37 ] [ 38 ]        |
| 19 | 05月20日、21日    | 美女と野獣                                                                       | 30万7067人     | 04億3456万5100円 | | [ 39 ] [ 40 ]        |
| 20 | 05月27日、28日    | 美女と野獣                                                                       | 24万2572人     | 03億5093万0000円 | | [ 41 ] [ 42 ]        |
| 21 | 06月03日、04日    | 美女と野獣                                                                       | 21万6232人     | 03億0608万3300円 | | [ 43 ] [ 44 ]        |
| 22 | 06月10日、11日    | 22年目の告白 -私が殺人犯です-                                                    | 23万3500人     | 03億2100万0000円 | | [ 45 ] [ 46 ]        |
| 23 | 06月17日、18日    | 22年目の告白 -私が殺人犯です-                                                    | 18万7000人     | 02億6200万0000円 | | [ 47 ] [ 48 ]        |
| 24 | 06月24日、25日    | 22年目の告白 -私が殺人犯です-                                                    | 16万5000人     | 02億3100万0000円 | | [ 49 ] [ 50 ]        |
| 25 | 07月01日、02日    | パイレーツ・オブ・カリビアン/最後の海賊                                          | 77万1516人     | 10億4827万1900円 | | [ 51 ] [ 52 ]        |
| 26 | 07月08日、09日    | パイレーツ・オブ・カリビアン/最後の海賊                                          | 49万0000人     | 07億4000万0000円 | | [ 53 ] [ 54 ]        |
| 27 | 07月15日、16日    | 劇場版ポケットモンスター キミにきめた!                                           | 43万6000人     | 05億1600万0000円 | 興行収入は『パイレーツ・オブ・カリビアン/最後の海賊』（動員3位）が1位、『銀魂』（動員2位39万2789人）が2位（5億4103万2900円）で、本作は3位。        | [ 55 ] [ 56 ] [ 57 ] |
| 28 | 07月22日、23日    | 怪盗グルーのミニオン大脱走                                                       | 47万8000人     | 05億9900万0000円 | 21日（公開初日）を含む成績は60万5748人、7億5101万0000円。                                                                                          | [ 58 ] [ 59 ]        |
| 29 | 07月29日、30日    | 怪盗グルーのミニオン大脱走                                                       | 42万8199人     | 05億2957万1000円 | | [ 60 ] [ 61 ]        |
| 30 | 08月05日、06日    | 怪盗グルーのミニオン大脱走                                                       | 30万3825人     | 03億7573万9700円 | | [ 62 ] [ 63 ]        |
| 31 | 08月12日、13日    | 怪盗グルーのミニオン大脱走                                                       | 32万7628人     | 04億0533万7900円 | 興行収入は『スパイダーマン:ホームカミング』が1位（28万9898人、4億4841万0600円）で、本作は2位。                                                     | [ 64 ] [ 65 ]        |
| 32 | 08月19日、20日    | HiGH&LOW THE MOVIE 2 / END OF SKY                                                | 26万6064人     | 03億5146万8600円 | | [ 66 ] [ 67 ]        |
| 33 | 08月26日、27日    | 関ヶ原                                                                           | 31万2431人     | 03億9587万0100円 | | [ 68 ] [ 69 ]        |
| 34 | 09月02日、03日    | 関ヶ原                                                                           | 21万3600人     | 02億7130万0000円 | | [ 70 ] [ 71 ]        |
| 35 | 09月09日、10日    | ダンケルク                                                                       | 22万0149人     | 03億2398万1600円 | | [ 72 ] [ 73 ]        |
| 36 | 09月16日、17日    | エイリアン: コヴェナント                                                         | 13万8300人     | 01億9400万0000円 | 興行収入は『ダンケルク』が1位（13万8200人、2億0500万0000円）で、本作は2位。                                                                        | [ 74 ] [ 75 ]        |
| 37 | 09月23日、24日    | ナミヤ雑貨店の奇蹟                                                               | 16万7787人     | 02億0986万8700円 | | [ 76 ] [ 77 ]        |
| 38 | 09月30日、10月1日 | 亜人                                                                             | 20万9928人     | 02億7161万2100円 | | [ 78 ] [ 79 ]        |
| 39 | 10月07日、08日    | アウトレイジ 最終章                                                              | 25万0000人     | 03億5200万0000円 | | [ 80 ] [ 81 ]        |
| 40 | 10月14日、15日    | Fate/stay night [Heaven's Feel] I.presage flower                                 | 24万7509人     | 04億1303万0840円 | | [ 82 ] [ 83 ]        |
| 41 | 10月21日、22日    | ミックス。                                                                       | 17万9623人     | 02億3515万4200円 | | [ 84 ] [ 85 ]        |
| 42 | 10月28日、29日    | 映画 キラキラ☆プリキュアアラモード パリッと!想い出のミルフィーユ!                | 17万0659人     | 01億9310万1900円 | 興行収入は『ブレードランナー 2049』が1位（14万9947人、2億2649万3800円。公開初日（10月27日）を含む成績は20万4100人、3億528万3600円）で、本作は3位。 | [ 86 ] [ 87 ] [ 88 ] |
| 43 | 11月04日、05日    | マイティ・ソー バトルロイヤル                                                    | 14万8890人     | 02億3059万0000円 | | [ 89 ] [ 90 ]        |
| 44 | 11月11日、12日    | HiGH&LOW THE MOVIE 3 / FINAL MISSION                                             | 23万7212人     | 03億0382万9900円 | | [ 91 ] [ 92 ]        |
| 45 | 11月18日、19日    | IT／イット “それ”が見えたら、終わり。                                            | 14万4000人     | 01億9500万0000円 | 公開3週目（上映開始は2017年11月3日） | [ 93 ] [ 94 ]        |
| 46 | 11月25日、26日    | ジャスティス・リーグ                                                             | 13万3453人     | 02億0442万5500円 | | [ 95 ] [ 96 ]        |
| 47 | 12月02日、03日    | 鋼の錬金術師                                                                     | 19万1200人     | 02億6400万0000円 | 1日（公開初日）を含む成績は29万1000人、3億7300万円。                                                                                               | [ 97 ] [ 98 ]        |
| 48 | 12月09日、10日    | 仮面ライダー平成ジェネレーションズ FINAL ビルド&エグゼイドwithレジェンドライダー | 30万3089人     | 03億5924万7200円 | | [ 99 ] [ 100 ]       |
| 49 | 12月16日、17日    | スター・ウォーズ/最後のジェダイ                                                  | 73万7467人     | 11億2580万0000円 | | [ 101 ] [ 102 ]      |
| 50 | 12月23日、24日    | スター・ウォーズ/最後のジェダイ                                                  | 45万0000人     | 06億9600万0000円 | | [ 103 ]              |
| 51 | 12月30日、31日    | スター・ウォーズ/最後のジェダイ                                                  | 30万7000人     | 04億7900万0000円 | | [ 104 ]              |

## 特別料金等
上記の表（備考含む）の作品のうち、以下に挙げる作品は特別料金を含む上映も行われた。特別料金も興行収入の金額に含まれる。
- IMAX
  - 君の名は。
  - ドクター・ストレンジ
  - ラ・ラ・ランド
  - SING/シング
  - 美女と野獣
  - ダンケルク
  - 亜人
  - ブレードランナー 2049
  - マイティ・ソー バトルロイヤル
  - ジャスティス・リーグ
  - 鋼の錬金術師
  - スター・ウォーズ/最後のジェダイ
- 3D映画
  - バイオハザード: ザ・ファイナル
  - ドクター・ストレンジ
  - ミス・ペレグリンと奇妙なこどもたち
  - SING/シング
  - 美女と野獣
  - パイレーツ・オブ・カリビアン/最後の海賊
  - ブレードランナー 2049
  - マイティ・ソー バトルロイヤル
  - ジャスティス・リーグ
  - スター・ウォーズ/最後のジェダイ
- 4D映画（4DX/MX4D方式）
  - バイオハザード: ザ・ファイナル
  - ドクター・ストレンジ
  - ミス・ペレグリンと奇妙なこどもたち
  - 劇場版 ソードアート・オンライン -オーディナル・スケール-
  - モアナと伝説の海
  - 美女と野獣
  - パイレーツ・オブ・カリビアン/最後の海賊
  - ダンケルク
  - エイリアン: コヴェナント
  - 亜人
  - ブレードランナー 2049
  - マイティ・ソー バトルロイヤル
  - IT／イット “それ”が見えたら、終わり。
  - ジャスティス・リーグ
  - 鋼の錬金術師
  - スター・ウォーズ/最後のジェダイ

以下の映画は、映倫によるレイティングの対象となり、年齢による入場制限が行われた。
- R18+ (18歳未満の鑑賞を禁止) 
  - 該当作品なし
- R15+ (15歳未満の鑑賞を禁止) 
  - エイリアン: コヴェナント
  - アウトレイジ 最終章
  - IT／イット “それ”が見えたら、終わり。
- PG12 (小学生には成人保護者の助言・指導が必要) 
  - バイオハザード: ザ・ファイナル
  - ブレードランナー 2049